# Melamin
Melamin là một base hợp chất hữu cơ|hữu cơ]] ít tan trong nước có công thức hóa học là C3H6N6, danh pháp theo IUPAC là 1,3,5-triazine-2,4,6-triamine.
Về thuật ngữ, theo tiếng Đức từ Melamin xuất phát từ hai thuật ngữ hóa học kết hợp lại đó là Melam (là một sản phẩm dẫn xuất sau khi chưng cất amoni thiocyanat) và Amin.
Melamin là trime của cyanamid, giống như cyanamid, phân tử của chúng chứa 66% nitơ theo khối lượng .
Melamin được chuyển hóa từ cyromazine trong cơ thể của động thực vật . Melamin kết hợp với axit cyanuric tạo thành melamin cyanurat.

## Tổng hợp
Melamin được Liebig tổng hợp lần đầu tiên vào năm 1834. Đầu tiên calci cyanamid được chuyển thành dicyandiamid sau đó đun nóng đến trên nhiệt độ nóng chảy để tạo thành melamin. Tuy nhiên, hiện nay các quy trình sản xuất melamin trong công nghiệp đều dùng urê theo phương trình phản ứng sau:
6 (NH2)2CO → C3H6N6 + 6 NH3 + 3 CO2
Phản ứng được diễn giải theo hai bước sau.
Đầu tiên urê phân hủy tạo thành axit cyanic và ammoni, đây là phản ứng thu nhiệt:
6 (NH2)2CO → 6 HCNO + 6 NH3
Sau đó axit cyanic polyme hóa tạo thành melamin và khí carbon dioxide:
6 HCNO → C3H6N6 + 3 CO2
Phản ứng sau là tỏa nhiệt, nhưng xét toàn bộ quá trình là phản ứng thu nhiệt.

## Ứng dụng
Melamin khi phản ứng với formaldehit tạo thành keo melamin. Melamin cũng được sử dụng trong ngành công nghiệp phân bón.
Khi trộn lẫn với một số nhựa, chúng tạo thành hỗn hợp có khả năng chống cháy do khi cháy chúng giải phóng ra một lượng khí nitơ.

## Độc tính
Hiện có ít nghiên cứu về độ độc của melamine gây ra với con người. Các nghiên cứu ở động vật cho thấy rằng LD50 của melamine ở chuột > 3000 mg/kg.
Bản thân Melamin có độc tính thấp, nhưng khi chúng kết hợp với axit cyanuric sẽ gây nên sỏi thận do tạo thành hợp chất không tan melamin cyanurat.
Ăn melamine có thể dẫn đến tác hại về sinh sản, sỏi bàng quang hoặc suy thận và sỏi thận, có thể gây ung thư bàng quang.

## Vụ sữa nhiễm melamin năm 2008
Tháng 9 năm 2008, phát hiện một số loại sữa dành cho trẻ em sản xuất tại Trung Quốc có nhiễm chất melamin. Tính đến ngày 22 tháng 9 đã có hơn 53.000 trẻ em đã lâm bệnh và hơn 12.000 em phải nhập viện, trong số đó có bốn người tử vong vì đã sử dụng các sản phẩm sữa này.
Việc thêm Melamin vào sữa do nhà sản xuất có dụng ý làm tăng hàm lượng protein biểu kiến trong sữa vì melamin vốn có hàm lượng nitơ cao.
Đến nay ngoài Trung Quốc, nhiều nước khác cũng đã phát hiện các sản phẩm có nguồn gốc làm từ sữa cũng bị nhiễm chất melamin. Và hầu hết các nước này đã cấm nhập khẩu sữa và các sản phẩm chế biến từ sữa của Trung Quốc.

## Xác định melamin và axit cyanuric trong thực phẩm
Năm 2007, Hoa Kỳ đã phát hiện một số thức ăn cho vật nuôi có nhiễm melamin do túi nhựa melamin thường được sử dụng để làm các bao gói cho thực phẩm.
Cơ quan thanh tra và an toàn thực phẩm (FSIS) thuộc Bộ Nông nghiệp Hoa Kỳ (USDA) đã đưa ra phương pháp phân tích xác định cyromazin và melamin trong tế bào động vật . Năm 2007, cơ quan quản lý Thực phẩm và Dược phẩm Hoa Kỳ (FDA) đã bắt đầu sử dụng phương pháp Sắc ký lỏng cao áp (HPLC) để xác định melamin, ammelin, ammelide, và axit cyanuric có trong thực phẩm. Một phương pháp khác sử dụng phương pháp phổ Raman (SERS).